# Casearia membranacea
Casearia membranacea är en videväxtart som beskrevs av Henry Fletcher Hance. Casearia membranacea ingår i släktet Casearia och familjen videväxter. Inga underarter finns listade i Catalogue of Life.